# Championnat du monde d'endurance FIA 2016
Navigation
Édition précédente Édition suivante
Le Championnat du monde d'endurance FIA 2016 est la cinquième édition de cette compétition. Elle se déroule du 17 avril au 19 novembre 2016. Elle comprend neuf manches dont les 24 Heures du Mans. Porsche est sacré pour la deuxième année de suite, et Ferrari s'offre le titre en GT.

## Repères de débuts de saison
La saison démarre par un prologue, au circuit Paul-Ricard, dans le sud de la France, le dernier weekend de mars.
Après l'échec de la Nissan GT-R LM Nismo, Nissan se retire du championnat, impliquant la présence de trois constructeurs en catégorie LMP1.
À noter l'arrivée de Ford dans la catégorie GTE Pro. Ford engage deux Ford GT dans la catégorie GTE Pro, nombre doublé à l'occassion des 24 Heures du Mans.

## Calendrier
| N° | Date         | Course                            | Circuit                           | Lieu          | État, Pays              |
| -- | ------------ | --------------------------------- | --------------------------------- | ------------- | ----------------------- |
| 1  | 17 avril     | 6 Heures de Silverstone           | Circuit de Silverstone            | Silverstone   | Angleterre, Royaume-Uni |
| 2  | 7 mai        | 6 Heures de Spa-Francorchamps     | Circuit de Spa-Francorchamps      | Francorchamps | Belgique                |
| 3  | 18 & 19 juin | 24 Heures du Mans                 | Circuit des 24 Heures             | Le Mans       | France                  |
| 4  | 24 juillet   | 6 Heures du Nürburgring           | Nürburgring                       | Nürburg       | Allemagne               |
| 5  | 3 septembre  | 6 Heures de Mexico                | Autódromo Hermanos Rodríguez      | Mexico        | Mexique                 |
| 6  | 17 septembre | 6 Heures du circuit des Amériques | Circuit des Amériques             | Austin        | Texas, États-Unis       |
| 7  | 16 octobre   | 6 Heures de Fuji                  | Fuji Speedway                     | Oyama         | Japon                   |
| 8  | 6 novembre   | 6 Heures de Shanghai              | Circuit international de Shanghai | Shanghai      | Chine                   |
| 9  | 19 novembre  | 6 Heures de Bahreïn               | Circuit international de Sakhir   | Sakhir        | Bahreïn                 |

## Engagés
La grille 2016 du WEC est garnie de 34 engagés répartis en 4 catégories.
La catégorie LMP1 héberge cette année trois constructeurs avec Porsche, Audi et Toyota.
La catégorie GTE Pro comprend quant à elle quatre constructeurs avec Ferrari, Ford, Porsche et Aston Martin.
| 1         |  | Porsche Team              | Porsche 919 Hybrid       | M | Timo Bernhard        | Brendon Hartley             | Mark Webber              |
| 2         |  | Porsche Team              | Porsche 919 Hybrid       | M | Romain Dumas         | Neel Jani                   | Marc Lieb                |
| 4         |  | ByKolles Racing           | CLM P1/01-AER            | D | Pierre Kaffer        | Simon Trummer               | Oliver Webb              |
| 5         |  | Toyota Gazoo Racing       | Toyota TS050 Hybrid      | M | Sébastien Buemi      | Anthony Davidson            | Kazuki Nakajima          |
| 6         |  | Toyota Gazoo Racing       | Toyota TS050 Hybrid      | M | Mike Conway          | Kamui Kobayashi             | Stéphane Sarrazin        |
| 7         |  | Audi Sport Team Joest     | Audi R18                 | M | Marcel Fässler       | André Lotterer              | Benoît Tréluyer          |
| 8         |  | Audi Sport Team Joest     | Audi R18                 | M | Lucas di Grassi      | Loïc Duval                  | Oliver Jarvis            |
| 12        |  | Rebellion Racing          | Rebellion R-One-AER      | D | Mathias Beche        | Nick Heidfeld               | Nicolas Prost            |
| 13        |  | Rebellion Racing          | Rebellion R-One-AER      | D | Alexandre Imperatori | Dominik Kraihamer           | Mathéo Tuscher           |
| LMP2      |  |                           |                          |   |                      |                             |                          |
| 26        |  | G-Drive Racing            | Oreca 05-Nissan          | D | Nathanaël Berthon    | Roman Rusinov               | René Rast                |
| 27        |  | SMP Racing                | BR01-Nissan              | D | Maurizio Mediani     | Nicolas Minassian           | David Markozov           |
| 30        |  | Extreme Speed Motorsports | Ligier JS P2-Nissan      | D | Chris Cumming        | Ryan Dalziel                | Scott Sharp              |
| 31        |  | Extreme Speed Motorsports | Ligier JS P2-Nissan      | D | Ed Brown             | Pipo Derani                 | Johannes van Overbeek    |
| 35        |  | Baxi DC Racing Alpine     | Alpine A460-Nissan       | D | David Cheng          | Ho-Pin Tung                 | Nelson Panciatici        |
| 36        |  | Signatech Alpine          | Alpine A460-Nissan       | D | Nicolas Lapierre     | Gustavo Menezes             | Stéphane Richelmi        |
| 37        |  | SMP Racing                | BR01-Nissan              | D | Vitaly Petrov        | Viktor Shaytar              | Kirill Ladygin           |
| 38        |  | G-Drive Racing            | Gibson 015S-Nissan       | D | Simon Dolan          | Jake Dennis                 | Giedo van der Garde      |
| 42        |  | Strakka Racing            | Gibson 015S-Nissan       | D | Nick Leventis        | Danny Watts                 | Jonny Kane               |
| 43        |  | RGR Sport by Morand       | Morgan LMP2-Nissan       | D | Filipe Albuquerque   | Ricardo González            | Bruno Senna              |
| 44        |  | Manor                     | Oreca 05-Nissan          | D | Tor Graves           | Will Stevens                | James Jakes              |
| 45        |  | Manor                     | Oreca 05-Nissan          | D | Matthew Rao          | Richard Bradley             | Roberto Merhi            |
| LMGTE Pro |  |                           |                          |   |                      |                             |                          |
| 51        |  | AF Corse                  | Ferrari 488 GTE          | M | Gianmaria Bruni      | James Calado                | Alessandro Pier Guidi    |
| 66        |  | Ford Chip Ganassi Racing  | Ford GT                  | M | Marino Franchitti    | Andy Priaulx                | Harry Tincknell          |
| 67        |  | Ford Chip Ganassi Racing  | Ford GT                  | M | Stefan Mücke         | Olivier Pla                 | Billy Johnson            |
| 71        |  | AF Corse                  | Ferrari 488 GTE          | M | Sam Bird             | Davide Rigon                | Andrea Bertolini         |
| 77        |  | Dempsey-Proton Racing     | Porsche 911 RSR (991)    | M | Michael Christensen  | Richard Lietz               | Philipp Eng              |
| 95        |  | Aston Martin Racing       | Aston Martin Vantage GTE | D | Marco Sørensen       | Nicki Thiim                 | Darren Turner            |
| 97        |  | Aston Martin Racing       | Aston Martin Vantage GTE | D | Jonathan Adam        | Fernando Rees Darren Turner | Richie Stanaway          |
| LMGTE Am  |  |                           |                          |   |                      |                             |                          |
| 50        |  | Larbre Compétition        | Chevrolet Corvette C7.R  | M | Pierre Ragues        | Paolo Ruberti               | Yutaka Yamagishi         |
| 78        |  | KCMG                      | Porsche 911 RSR (991)    | M | Christian Ried       | Wolf Henzler                | Joël Camathias           |
| 83        |  | AF Corse                  | Ferrari 458 Italia GT2   | M | François Perrodo     | Emmanuel Collard            | Rui Águas                |
| 86        |  | Gulf Racing UK            | Porsche 911 RSR (991)    | M | Ben Barker           | Adam Carroll                | Michael Wainwright       |
| 88        |  | Abu Dhabi-Proton Racing   | Porsche 911 RSR (991)    | M | Patrick Long         | Khaled Al Qubaisi           | David Heinemeier Hansson |
| 98        |  | Aston Martin Racing       | Aston Martin Vantage GTE | D | Paul Dalla Lana      | Pedro Lamy                  | Mathias Lauda            |

## Résumé

### 6 Heures de Silverstone

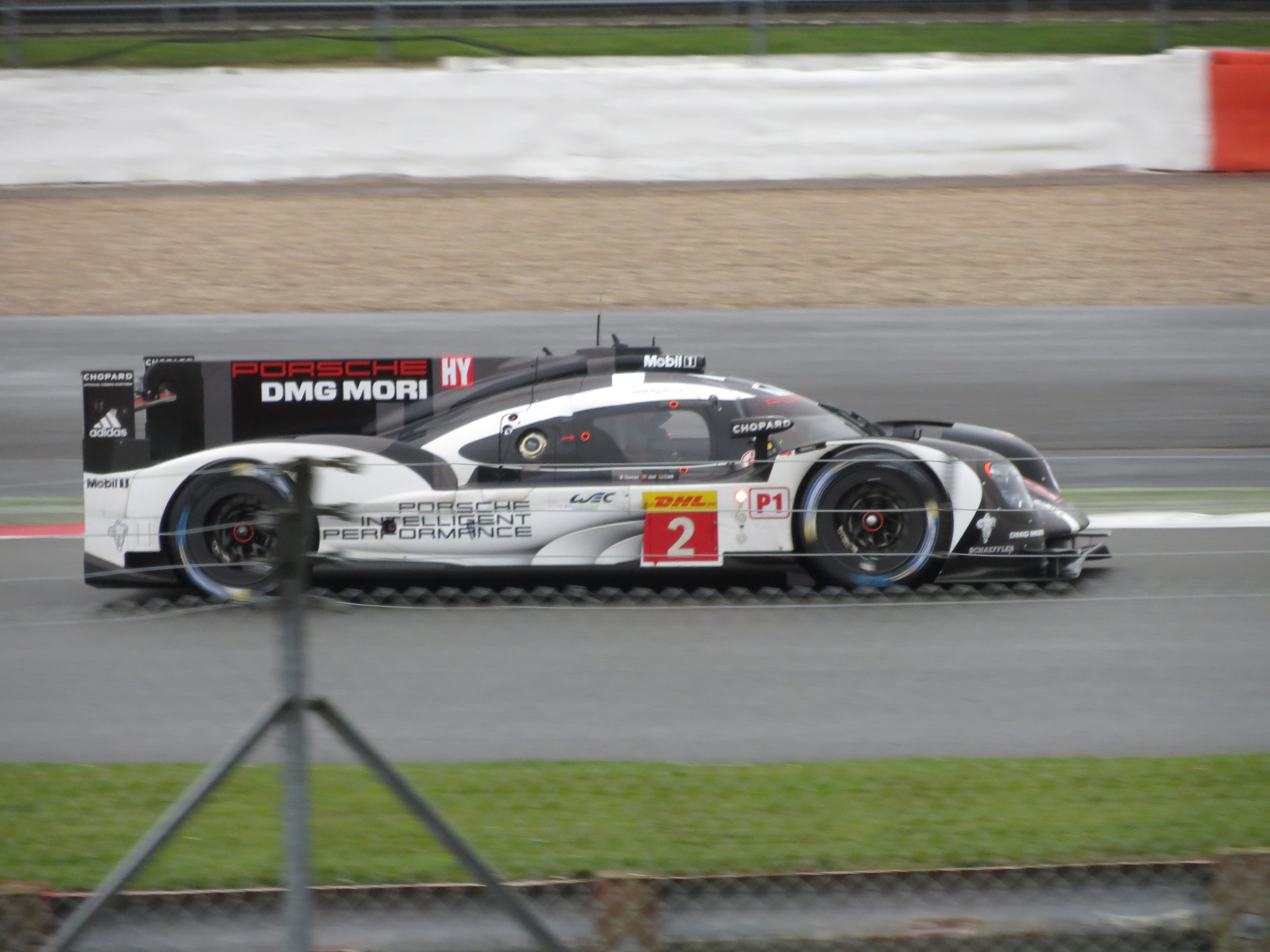
La Porsche vainqueure de l'épreuve.

La première manche de la saison voit durant la première demi-heure, Mark Webber, dans la Porsche 919 Hybrid no 1 partie troisième, parvenir à se placer devant les deux Audi. Mais dans la deuxième heure, la Porsche de tête, alors pilotée par Brendon Hartley, sort de piste à la suite d'une collision avec la Porsche 911 RSR du team Gulf Racing, éliminant les deux voitures de la course.

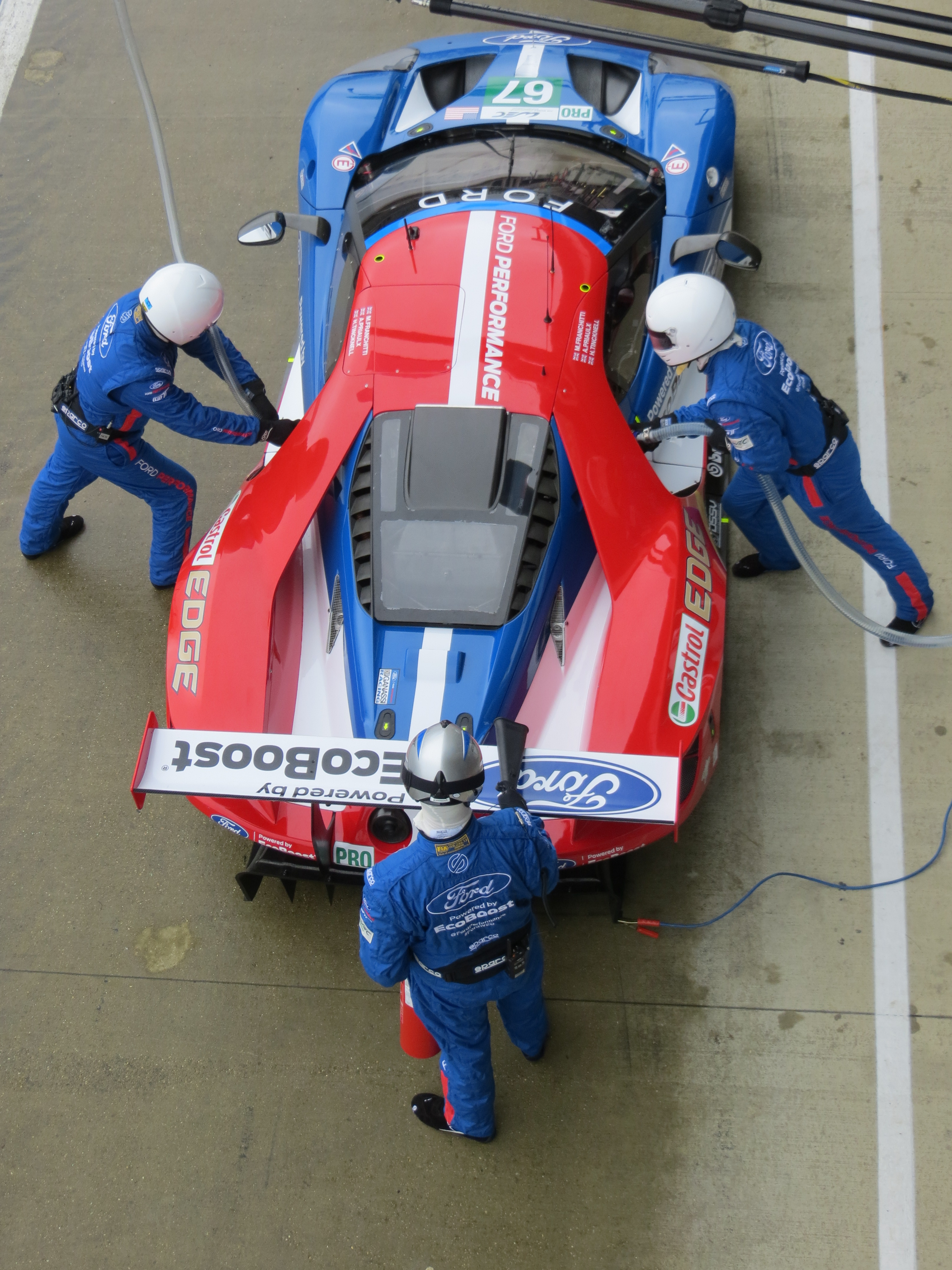
Première épreuve pour les Ford GT ; ici la n°67 ravitaillée.

Au début de la troisième heure, l'Audi no 8 de Lucas di Grassi abandonne la course à cause d'un problème technique lié au système hybride,. La tête de la course est alors totalement modifiée à la suite de ces événements. La suite de la course est dominée par l'Audi, suivie de la Porsche no 2 qui n'arrive pas à rattraper son retard. Les Toyota suivent, plus éloignées. Après être restés proches un moment, l'Audi de tête parvient à distancer la Porsche grâce à un accrochage de cette dernière avec une Ford GT. La 919 part en effet en tête-à-queue à la suite de la collision et termine dans l'herbe. La voiture repart en n'étant que légèrement endommagée mais cela la met en retard par rapport à sa concurrente.
À la fin de la course, Audi est désigné vainqueur grâce à la victoire de la no 7 de Fässler, Lotterer et Tréluyer. Elle est suivie de la Porsche no 2 de Dumas, Jani et Lieb qui franchit la ligne 42 secondes après. La Toyota no 6 termine sur la troisième place du podium. Les deux Rebellion sont un peu plus de dix tours derrière, et la Ligier no 43 remporte la victoire dans la catégorie LMP2. En GTE Pro, AF Corse gagne avec la Ferrari 488 GTE no 71, et la même équipe domine la catégorie GTE Am avec la Ferrari 458 Italia GT2.
Peu après la fin de la course, l'Audi arrivée première est déclassée, les commissaires ayant en effet jugé que l'épaisseur du patin avant n'était pas conforme au règlement technique. La Porsche arrivée deuxième est déclarée vainqueure, la Toyota no 6 se place deuxième et la Rebellion no 13 intègre le podium.

### 6 Heures de Mexico
La course débute avec le constructeur Audi en tête grâce au trio Jarvis/Duval/di Grassi. La course voit alors différents épisodes pluvieux l'affecter, ce qui a pour conséquence des choix pneumatiques différents. Audi fait le choix des gommes hybrides, la concurrence opte pour les ‘wet’. Audi et Toyota repassent ensuite en slicks, Porsche en ‘hybrides’. Audi sort vainqueur su début de la course. Cependant, avant la mi-course, l'Audi de tête connaît des soucis de frein et Porsche reprend la tête de la course. Toyota, quant à lui, ne lutte que pour le podium. Porsche a pris l’ascendant avant la mi-course et Toyota vient alors se mêler à la lutte pour le podium, avec un seul prototype néanmoins car l'autre abandonne à cause de problèmes sur le système hybride. Ensuite, la Porsche de tête reçoit un drive through pour avoir coupé la ligne continue à l’entrée des stands. À la fin de la course, la Porsche de tête frôle un mur mais évite cependant l'abandon, permettant à Audi de se classer à une minute du vainqueur ; Toyota complétant le podium.
En LMP1 privé, Rebellion remporte la course. En LMP2, le RGR Sport by Morand l'emporte à domicile. En GT, Aston Martin gagne après avoir lutté durant toute la course avec Ferrari.

### 6 Heures du circuit des Amériques
La sixième manche de la saison débute peu avant la nuit. Les deux Audi prennent rapidement l'avantage.
Durant plus de deux heures, les Audi ont pu augmenter l'écart avec les poursuivants qui s'est élevé à plus de 45 secondes.
Vient ensuite la troisième heure, où deux neutralisations Full Course Yellow ont lieu, la première étant établie en raison d'un incident technique sur une SMP LMP2, la deuxième à cause de l'arrêt dans le bac à gravier de la Porsche no 88. Les stratégies de tous les équipages ont été impactées. Peu après, l'Audi no 8 de tête a subi un incident électrique l'obligeant à quitter la première place au profit de l'autre prototype du constructeur.
À la fin de quatrième heure, un incident entre la Ford GT no 66 et l'Alpine n°35 provoque une nouvelle neutralisation. Or, l'Audi de tête vient d'observer un arrêt aux stands, ce qui n'est pas encore le cas pour Porsche et Toyota. La Porsche 919 Hybrid n°1 a ainsi repris la tête de la course.
À moins d'une heure de la fin de la course, les trois constructeurs LMP1 occupent les trois premières places, avec tout d'abord Porsche, puis Audi et enfin Toyota. L'ordre reste inchangé et Porsche s'impose avec la no 1.
En LMP1 privé, Rebellion remporte la course, tandis que dans la catégorie LMP2, la course a été remportée par le trio Lapierre-Richelmi-Menezes.
En LMGTE, Aston Martin a dominé les deux catégories.

### Retrait d'Audi
Fin octobre, le constructeur annonce la fin de son engagement dès la fin de la saison afin de concentrer ses ressources sur d'autres disciplines.

### 6 Heures de Shanghai
Porsche remporte la course et le titre.

### 6 Heures de Bahreïn
Audi remporte la course avant son retrait. Ferrari est sacrée en GT, malgré la victoire d'Aston Martin.

## Résultats

### Équipes et Pilotes
Les vainqueurs du classement général de chaque manche sont inscrits en caractères gras.
| N° | Course                            | Équipe victorieuse LMP1                       | Équipe victorieuse LMP2                            | Équipe victorieuse GTE Pro             | Équipe victorieuse GTE Am                               | Résultats |
| N° | Course                            | Pilotes victorieux LMP1                       | Pilotes victorieux LMP2                            | Pilotes victorieux GTE Pro             | Pilotes victorieux GTE Am                               | Résultats |
| -- | --------------------------------- | --------------------------------------------- | -------------------------------------------------- | -------------------------------------- | ------------------------------------------------------- | --------- |
| 1  | 6 Heures de Silverstone           | No. 2 Porsche Team                            | No. 43 RGR Sport by Morand                         | No. 71 AF Corse                        | No. 83 AF Corse                                         | résultats |
| 1  | 6 Heures de Silverstone           | Romain Dumas Neel Jani Marc Lieb              | Filipe Albuquerque Ricardo González Bruno Senna    | Sam Bird Davide Rigon                  | Rui Águas Emmanuel Collard François Perrodo             | résultats |
| 2  | 6 Heures de Spa                   | No. 8 Audi Sport Team Joest                   | No. 36 Signatech Alpine                            | No. 71 AF Corse                        | No. 98 Aston Martin Racing                              | résultats |
| 2  | 6 Heures de Spa                   | Oliver Jarvis Lucas di Grassi Loïc Duval      | Gustavo Menezes Nicolas Lapierre Stéphane Richelmi | Sam Bird Davide Rigon                  | Paul Dalla Lana Pedro Lamy Mathias Lauda                | résultats |
| 3  | 24 Heures du Mans                 | No. 2 Porsche Team                            | No. 36 Signatech Alpine                            | No. 66 Ford Chip Ganassi Racing        | No. 83 AF Corse                                         | résultats |
| 3  | 24 Heures du Mans                 | Romain Dumas Neel Jani Marc Lieb              | Gustavo Menezes Nicolas Lapierre Stéphane Richelmi | Olivier Pla Billy Johnson Stefan Mücke | Rui Águas Emmanuel Collard François Perrodo             | résultats |
| 4  | 6 Heures du Nürburgring           | No. 1 Porsche Team                            | No. 36 Signatech Alpine                            | No. 51 AF Corse                        | No. 98 Aston Martin Racing                              | résultats |
| 4  | 6 Heures du Nürburgring           | Mark Webber Brendon Hartley Timo Bernhard     | Gustavo Menezes Nicolas Lapierre Stéphane Richelmi | Gianmaria Bruni James Calado           | Paul Dalla Lana Pedro Lamy Mathias Lauda                | résultats |
| 5  | 6 Heures de Mexico                | No. 1 Porsche Team                            | No. 43 RGR Sport by Morand                         | No. 97 Aston Martin Racing             | No. 88 Abu Dhabi-Proton Racing                          | résultats |
| 5  | 6 Heures de Mexico                | Mark Webber Brendon Hartley Timo Bernhard     | Filipe Albuquerque Bruno Senna Ricardo González    | Darren Turner Richie Stanaway          | Khaled Al Qubaisi Patrick Long David Heinemeier Hansson | résultats |
| 6  | 6 Heures du circuit des Amériques | No. 1 Porsche Team                            | No. 36 Signatech Alpine                            | No. 95 Aston Martin Racing             | No. 98 Aston Martin Racing                              | résultats |
| 6  | 6 Heures du circuit des Amériques | Mark Webber Brendon Hartley Timo Bernhard     | Gustavo Menezes Nicolas Lapierre Stéphane Richelmi | Nicki Thiim Marco Sørensen             | Paul Dalla Lana Pedro Lamy Mathias Lauda                | résultats |
| 7  | 6 Heures de Fuji                  | No. 6 Toyota Gazoo Racing                     | No. 26 G-Drive Racing                              | No. 67 Ford Chip Ganassi Team UK       | No. 98 Aston Martin Racing                              | résultats |
| 7  | 6 Heures de Fuji                  | Stéphane Sarrazin Mike Conway Kamui Kobayashi | Roman Rusinov Alex Brundle Will Stevens            | Andy Priaulx Harry Tincknell           | Paul Dalla Lana Pedro Lamy Mathias Lauda                | résultats |
| 8  | 6 Heures de Shanghai              | No. 1 Porsche Team                            | No. 26 G-Drive Racing                              | No. 67 Ford Chip Ganassi Team UK       | No. 98 Aston Martin Racing                              | résultats |
| 8  | 6 Heures de Shanghai              | Mark Webber Brendon Hartley Timo Bernhard     | Roman Rusinov Alex Brundle Will Stevens            | Andy Priaulx Harry Tincknell           | Paul Dalla Lana Pedro Lamy Mathias Lauda                | résultats |
| 9  | 6 Heures de Bahreïn               | No. 8 Audi Sport Team Joest                   | No. 26 G-Drive Racing                              | No. 95 Aston Martin Racing             | No. 88 Abu Dhabi-Proton Racing                          | résultats |
| 9  | 6 Heures de Bahreïn               | Oliver Jarvis Lucas di Grassi Loïc Duval      | Roman Rusinov Alex Brundle René Rast               | Nicki Thiim Marco Sørensen             | Khaled Al Qubaisi Patrick Long David Heinemeier Hansson | résultats |

### Constructeurs
| N° | Course                            | Constructeur victorieux LMP | Constructeur victorieux GT | Résultats |
| -- | --------------------------------- | --------------------------- | -------------------------- | --------- |
| 1  | 6 Heures de Silverstone           | Porsche                     | Ferrari                    | résultats |
| 2  | 6 Heures de Spa                   | Audi                        | Ferrari                    | résultats |
| 3  | 24 Heures du Mans                 | Porsche                     | Ford                       | résultats |
| 4  | 6 Heures du Nürburgring           | Porsche                     | Ferrari                    | résultats |
| 5  | 6 Heures de Mexico                | Porsche                     | Aston Martin               | résultats |
| 6  | 6 Heures du circuit des Amériques | Porsche                     | Aston Martin               | résultats |
| 7  | 6 Heures de Fuji                  | Toyota                      | Ford                       | résultats |
| 8  | 6 Heures de Shanghai              | Porsche                     | Ford                       | résultats |
| 9  | 6 Heures de Bahreïn               | Audi                        | Aston Martin               | résultats |

- : Champion 2015

## Classement saison 2016

### Attribution des points
| Système des points | Système des points | Système des points | Système des points | Système des points | Système des points | Système des points | Système des points | Système des points | Système des points | Système des points | Système des points |
| Position           | 1er                | 2e                 | 3e                 | 4e                 | 5e                 | 6e                 | 7e                 | 8e                 | 9e                 | 10e                | Au-delà            |
| ------------------ | ------------------ | ------------------ | ------------------ | ------------------ | ------------------ | ------------------ | ------------------ | ------------------ | ------------------ | ------------------ | ------------------ |
| Points             | 25                 | 18                 | 15                 | 12                 | 10                 | 8                  | 6                  | 4                  | 2                  | 1                  | 0.5                |

Les points sont doublés lors des 24 heures du Mans. 1 point est délivré aux pilotes et teams obtenant la pole position dans chaque catégorie. Pour marquer des points, il faut parcourir au minimum 3 tours sous drapeau vert et accomplir au moins 70 % de la distance parcourue par le vainqueur.

### Classement pilotes
Cette saison, 5 titres sont délivrés aux pilotes. Le Championnat du monde est disputé uniquement par les pilotes de la catégorie LMP1. Les pilotes appartenant à la catégorie LMGTE Pro se disputent quant à eux une Coupe du monde. Également, 3 Trophées Endurance FIA sont attribués aux pilotes appartenant aux catégories LMP1-Teams privés, LMP2 et LMGTE Am.

#### Championnat du monde d'endurance FIA— Pilotes
| Pos. | Pilote               | Équipe                    | SIL | SPA | LMS | NÜR | MEX | CDA | FUJ | SHA | BHR | Total points |
| ---- | -------------------- | ------------------------- | --- | --- | --- | --- | --- | --- | --- | --- | --- | ------------ |
| 1    | Marc Lieb            | Porsche Team              | 1   | 2   | 1   | 4   | 4   | 4   | 5   | 4   | 6   | 160          |
| 1    | Neel Jani            | Porsche Team              | 1   | 2   | 1   | 4   | 4   | 4   | 5   | 4   | 6   | 160          |
| 1    | Romain Dumas         | Porsche Team              | 1   | 2   | 1   | 4   | 4   | 4   | 5   | 4   | 6   | 160          |
| 2    | Oliver Jarvis        | Audi Sport Team Joest     | Abd | 1   | 3   | 2   | 15  | 2   | 2   | 5   | 1   | 147,5        |
| 2    | Lucas di Grassi      | Audi Sport Team Joest     | Abd | 1   | 3   | 2   | 15  | 2   | 2   | 5   | 1   | 147,5        |
| 2    | Loïc Duval           | Audi Sport Team Joest     | Abd | 1   | 3   | 2   | 15  | 2   | 2   | 5   | 1   | 147,5        |
| 3    | Mike Conway          | Toyota Gazoo Racing       | 2   | Abd | 2   | 6   | 3   | 3   | 1   | 2   | 5   | 145          |
| 3    | Stéphane Sarrazin    | Toyota Gazoo Racing       | 2   | Abd | 2   | 6   | 3   | 3   | 1   | 2   | 5   | 145          |
| 3    | Kamui Kobayashi      | Toyota Gazoo Racing       | 2   | Abd | 2   | 6   | 3   | 3   | 1   | 2   | 5   | 145          |
| 4    | Mark Webber          | Porsche Team              | Abd | 16  | 10  | 1   | 1   | 1   | 3   | 1   | 3   | 134,5        |
| 4    | Brendon Hartley      | Porsche Team              | Abd | 16  | 10  | 1   | 1   | 1   | 3   | 1   | 3   | 134,5        |
| 4    | Timo Bernhard        | Porsche Team              | Abd | 16  | 10  | 1   | 1   | 1   | 3   | 1   | 3   | 134,5        |
| 5    | André Lotterer       | Audi Sport Team Joest     | EX  | 5   | 4   | 3   | 2   | 6   | Ret | 6   | 2   | 104          |
| 5    | Marcel Fässler       | Audi Sport Team Joest     | EX  | 5   | 4   | 3   | 2   | 6   | Abd | 6   | 2   | 104          |
| 6    | Benoît Tréluyer      | Audi Sport Team Joest     | EX  | 5   | 4   | INJ | INJ | 6   | Ret | 6   | 2   | 70           |
| 7    | Dominik Kraihamer    | Rebellion Racing          | 3   | 3   | Abd | 7   | 5   | 7   | 6   | 17  | 7   | 66,5         |
| 7    | Alexandre Imperatori | Rebellion Racing          | 3   | 3   | Abd | 7   | 5   | 7   | 6   | 17  | 7   | 66,5         |
| 7    | Mathéo Tuscher       | Rebellion Racing          | 3   | 3   | Abd | 7   | 5   | 7   | 6   | 17  | 7   | 66,5         |
| 8    | Sébastien Buemi      | Toyota Gazoo Racing       | 16  | 17  | NC  | 5   | Abd | 5   | 4   | 3   | 4   | 60           |
| 8    | Kazuki Nakajima      | Toyota Gazoo Racing       | 16  | 17  | NC  | 5   | Abd | 5   | 4   | 3   | 4   | 60           |
| 8    | Anthony Davidson     | Toyota Gazoo Racing       | 16  | 17  | NC  | 5   |     | 5   | 4   | 3   | 4   | 60           |
| 9    | Gustavo Menezes      | Signatech Alpine          | 8   | 7   | 5   | 8   | 7   | 8   | 9   | 11  | 11  | 47           |
| 9    | Nicolas Lapierre     | Signatech Alpine          | 8   | 7   | 5   | 8   | 7   | 8   | 9   | 11  | 11  | 47           |
| 9    | Stéphane Richelmi    | Signatech Alpine          | 8   | 7   | 5   | 8   | 7   | 8   | 9   | 11  | 11  | 47           |
| 10   | Roman Rusinov        | G-Drive Racing            | 7   | 11  | 6   | Abd | 12  | 10  | 7   | 8   | 9   | 36           |
| 11   | Filipe Albuquerque   | RGR Sport by Morand       | 5   | 10  | 11  | 9   | 6   | 9   | 8   | 10  | 10  | 30           |
| 11   | Bruno Senna          | RGR Sport by Morand       | 5   | 10  | 11  | 9   | 6   | 9   | 8   | 10  | 10  | 30           |
| 11   | Ricardo González     | RGR Sport by Morand       | 5   | 10  | 11  | 9   | 6   | 9   | 8   | 10  | 10  | 30           |
| 12   | Will Stevens         | Manor                     | Abd | 14  |     |     |     |     |     |     |     | 26,5         |
| 12   | Will Stevens         | G-Drive Racing            |     |     | 6   |     |     |     | 7   | 8   |     | 26,5         |
| 13   | René Rast            | G-Drive Racing            | 7   | 11  | 6   | Abd | 12  | 10  |     |     | 9   | 26           |
| 14   | Nick Heidfeld        | Rebellion Racing          | 4   | 4   | 13  | 17  |     |     |     |     |     | 25,5         |
| 14   | Nicolas Prost        | Rebellion Racing          | 4   | 4   | 13  | 17  |     |     |     |     |     | 25,5         |
| 15   | Nelson Piquet, Jr.   | Rebellion Racing          | 4   | 4   | 13  |     |     |     |     |     |     | 25           |
| 16   | Pipo Derani          | Extreme Speed Motorsports | 6   | 8   | 14  | 10  | 8   | 13  | 11  | 12  | 12  | 20           |
| 16   | Ryan Dalziel         | Extreme Speed Motorsports | 6   | 8   | 14  | 10  | 8   | 13  | 11  | 12  | 12  | 20           |
| 16   | Chris Cumming        | Extreme Speed Motorsports | 6   | 8   | 14  | 10  | 8   | 13  | 11  | 12  | 12  | 20           |
| Pos. | Pilote               | Équipe                    | SIL | SPA | LMS | NÜR | MEX | CDA | FUJ | SHA | BHR | Total points |

| Couleur | Résultat                     |
| ------- | ---------------------------- |
| Or      | Vainqueur                    |
| Argent  | 2e place                     |
| Bronze  | 3e place                     |
| Vert    | Terminé, dans les points     |
| Bleu    | Terminé, pas dans les points |
| Violet  | Abandon (Ab.) ou (Ret)       |
| Violet  | Non classé (NC)              |
| Rouge   | Pas qualifié (DNQ)           |
| Noir    | Disqualifié (DSQ)            |
| Blanc   | Pas au départ (DNS)          |
| Blanc   | Forfait (WD)                 |
| Blanc   | N'a pas participé (DNP)      |
| Blanc   | Blessé (INJ)                 |
| Blanc   | Exclu (EX)                   |
| Blanc   | Course annulée (C)           |

#### Coupe du monde d'endurance FIA pour pilotes GT
| Pos. | Pilote                   | Équipe                    | SIL | SPA | LMS | NÜR | MEX | CDA | FUJ | SHA | BHR | Total points |
| ---- | ------------------------ | ------------------------- | --- | --- | --- | --- | --- | --- | --- | --- | --- | ------------ |
| 1    | Nicki Thiim              | Aston Martin Racing       | 3   | Ret | 2   | 3   | 3   | 1   | 5   | 4   | 1   | 156          |
| 1    | Marco Sørensen           | Aston Martin Racing       | 3   | Ret | 2   | 3   | 3   | 1   | 5   | 4   | 1   | 156          |
| 2    | Davide Rigon             | AF Corse                  | 1   | 1   | Ret | 2   | 4   | 3   | 4   | 5   | 3   | 134          |
| 2    | Sam Bird                 | AF Corse                  | 1   | 1   | Ret | 2   | 4   | 3   | 4   | 5   | 3   | 134          |
| 3    | Gianmaria Bruni          | AF Corse                  | 2   | Ret | Ret | 1   | 2   | 2   | 3   | 3   | 2   | 128          |
| 3    | James Calado             | AF Corse                  | 2   | Ret | Ret | 1   | 2   | 2   | 3   | 3   | 2   | 128          |
| 4    | Stefan Mücke             | Ford Chip Ganassi Team UK | 5   | Ret | 1   | 4   | 11  | 13  | 2   | 2   | 6   | 118          |
| 4    | Olivier Pla              | Ford Chip Ganassi Team UK | 5   | Ret | 1   | 4   | 11  | 13  | 2   | 2   | 6   | 118          |
| 5    | Andy Priaulx             | Ford Chip Ganassi Team UK | 4   | 2   | 10  | 12  | 5   | 4   | 1   | 1   | 4   | 117.5        |
| 5    | Harry Tincknell          | Ford Chip Ganassi Team UK | 4   | 2   | 10  | 12  | 5   | 4   | 1   | 1   | 4   | 117.5        |
| 6    | Darren Turner            | Aston Martin Racing       | 3   | Ret | 2   | 5   | 1   | 5   | 6   | Ret | 5   | 115          |
| 7    | Richie Stanaway          | Aston Martin Racing       | Ret | 3   | 3   | 5   | 1   |     | 6   | Ret |     | 88           |
| 8    | Michael Christensen      | Dempsey-Proton Racing     | 9   | 4   | 6   | 6   | 6   | 6   | 7   | 6   | 7   | 74           |
| 8    | Richard Lietz            | Dempsey-Proton Racing     | 9   | 4   | 6   | 6   | 6   | 6   | 7   | 6   | 7   | 74           |
| 9    | Billy Johnson            | Ford Chip Ganassi Team UK | 5   | Ret | 1   |     |     |     |     |     |     | 60           |
| 10   | Jonathan Adam            | Aston Martin Racing       |     | 3   | 3   |     |     |     |     |     | 5   | 56           |
| 11   | Emmanuel Collard         | AF Corse                  | 6   | 6   | 4   | 8   | 8   | 12  | 9   | 8   | 10  | 55.5         |
| 11   | François Perrodo         | AF Corse                  | 6   | 6   | 4   | 8   | 8   | 12  | 9   | 8   | 10  | 55.5         |
| 11   | Rui Águas                | AF Corse                  | 6   | 6   | 4   | 8   | 8   | 12  | 9   | 8   | 10  | 55.5         |
| 12   | Fernando Rees            | Aston Martin Racing       | Ret | 3   | 3   |     |     | 5   |     |     |     | 55           |
| 13   | Marino Franchitti        | Ford Chip Ganassi Team UK | 4   | 2   | 10  | 12  | 5   | 4   |     |     |     | 54.5         |
| 14   | Mathias Lauda            | Aston Martin Racing       | 7   | 5   | Ret | 7   | Ret | 7   | 8   | 7   | Ret | 38           |
| 14   | Pedro Lamy               | Aston Martin Racing       | 7   | 5   | Ret | 7   | Ret | 7   | 8   | 7   | Ret | 38           |
| 14   | Paul Dalla Lana          | Aston Martin Racing       | 7   | 5   | Ret | 7   | Ret | 7   | 8   | 7   | Ret | 38           |
| 15   | Khaled Al Qubasi         | Abu Dhabi-Proton Racing   | 11  | 10  | 5   | 10  | 7   | 11  | 12  | 10  | 8   | 34.5         |
| 15   | David Heinemeier Hansson | Abu Dhabi-Proton Racing   | 11  | 10  | 5   | 10  | 7   | 11  | 12  | 10  | 8   | 34.5         |
| 16   | Patrick Long             | Abu Dhabi-Proton Racing   |     | 10  | 5   | 10  | 7   |     | 12  | 10  | 8   | 33.5         |
| Pos. | Pilote                   | Équipe                    | SIL | SPA | LMS | NÜR | MEX | CDA | FUJ | SHA | BHR | Total points |

#### Trophée Pilotes Équipes privés LMP1
| Pos. | Pilote               | Équipe               | SIL | SPA | LMS | NÜR | MEX | CDA | FUJ | SHA | BHR | Total points |
| ---- | -------------------- | -------------------- | --- | --- | --- | --- | --- | --- | --- | --- | --- | ------------ |
| 1    | Dominik Kraihamer    | Rebellion Racing     | 1   | 1   | Ret | 1   | 1   | 1   | 1   | 2   | 1   | 193          |
| 1    | Alexandre Imperatori | Rebellion Racing     | 1   | 1   | Ret | 1   | 1   | 1   | 1   | 2   | 1   | 193          |
| 1    | Mathéo Tuscher       | Rebellion Racing     | 1   | 1   | Ret | 1   | 1   | 1   | 1   | 2   | 1   | 193          |
| 2    | Oliver Webb          | ByKolles Racing Team | 3   | 3   | Ret | Ret | 2   | 2   | Ret | 1   | 2   | 109          |
| 2    | Simon Trummer        | ByKolles Racing Team | 3   | 3   | Ret | Ret | 2   | 2   | Ret | 1   | 2   | 109          |
| 3    | Nick Heidfeld        | Rebellion Racing     | 2   | 2   | 1   | 2   |     |     |     |     |     | 104          |
| 3    | Nicolas Prost        | Rebellion Racing     | 2   | 2   | 1   | 2   |     |     |     |     |     | 104          |
| 4    | Nelson Piquet, Jr.   | Rebellion Racing     | 2   | 2   | 1   |     |     |     |     |     |     | 86           |
| 5    | Pierre Kaffer        | ByKolles Racing Team |     |     | Ret | Ret | 2   |     | Ret | 1   | 2   | 61           |
| 6    | James Rossiter       | ByKolles Racing Team | 3   | 3   |     |     |     |     |     |     |     | 30           |
| 7    | Mathias Beche        | Rebellion Racing     |     |     |     | 2   |     |     |     |     |     | 18           |

#### Trophée Endurance FIA pour les pilotes LMP2
| Pos. | Pilote             | Équipe                    | SIL | SPA | LMS | NÜR | MEX | CDA | FUJ | SHA | BHR | Total points |
| ---- | ------------------ | ------------------------- | --- | --- | --- | --- | --- | --- | --- | --- | --- | ------------ |
| 1    | Gustavo Menezes    | Signatech Alpine          | 4   | 1   | 1   | 1   | 2   | 1   | 3   | 4   | 3   | 199          |
| 1    | Nicolas Lapierre   | Signatech Alpine          | 4   | 1   | 1   | 1   | 2   | 1   | 3   | 4   | 3   | 199          |
| 1    | Stéphane Richelmi  | Signatech Alpine          | 4   | 1   | 1   | 1   | 2   | 1   | 3   | 4   | 3   | 199          |
| 2    | Filipe Albuquerque | RGR Sport by Morand       | 1   | 4   | 6   | 2   | 1   | 2   | 2   | 3   | 2   | 166          |
| 2    | Bruno Senna        | RGR Sport by Morand       | 1   | 4   | 6   | 2   | 1   | 2   | 2   | 3   | 2   | 166          |
| 2    | Ricardo González   | RGR Sport by Morand       | 1   | 4   | 6   | 2   | 1   | 2   | 2   | 3   | 2   | 166          |
| 3    | Roman Rusinov      | G-Drive Racing            | 3   | 5   | 2   | Ret | 7   | 3   | 1   | 1   | 1   | 162          |
| 4    | Pipo Derani        | Extreme Speed Motorsports | 2   | 2   | 8   | 3   | 3   | 5   | 5   | 5   | 4   | 116          |
| 4    | Ryan Dalziel       | Extreme Speed Motorsports | 2   | 2   | 8   | 3   | 3   | 5   | 5   | 5   | 4   | 116          |
| 4    | Chris Cumming      | Extreme Speed Motorsports | 2   | 2   | 8   | 3   | 3   | 5   | 5   | 5   | 4   | 116          |
| 5    | René Rast          | G-Drive Racing            | 3   | 5   | 2   | Ret | 7   | 3   |     |     | 1   | 111          |
| 6    | Alex Brundle       | G-Drive Racing            |     |     |     | Ret | 7   | 3   | 1   | 1   | 1   | 98           |
| 7    | Will Stevens       | Manor                     | Ret | 8   |     |     |     |     |     |     |     | 92           |
| 7    | Will Stevens       | G-Drive Racing            |     |     | 2   |     |     |     | 1   | 1   |     | 92           |
| 8    | Jonny Kane         | Strakka Racing            | 5   | Ret | 4   | 4   | 4   | Ret | 6   |     |     | 66           |
| 9    | Kirill Ladygin     | SMP Racing                | 8   | 9   | 3   | 6   | Ret | 6   | 10  | 7   | 8   | 63           |
| 9    | Vitaly Petrov      | SMP Racing                | 8   | 9   | 3   | 6   | Ret | 6   | 10  | 7   | 8   | 63           |
| 9    | Viktor Shaytar     | SMP Racing                | 8   | 9   | 3   | 6   | Ret | 6   | 10  | 7   | 8   | 63           |

#### Trophée Endurance FIA pour les pilotes LMGTE Am
| Pos. | Pilote                   | Équipe                  | SIL | SPA | LMS | NÜR | MEX | CDA | FUJ | SHA | BHR | Total points |
| ---- | ------------------------ | ----------------------- | --- | --- | --- | --- | --- | --- | --- | --- | --- | ------------ |
| 1    | Emmanuel Collard         | AF Corse                | 1   | 2   | 1   | 2   | 2   | 6   | 2   | 2   | 3   | 188          |
| 1    | François Perrodo         | AF Corse                | 1   | 2   | 1   | 2   | 2   | 6   | 2   | 2   | 3   | 188          |
| 1    | Rui Águas                | AF Corse                | 1   | 2   | 1   | 2   | 2   | 6   | 2   | 2   | 3   | 188          |
| 2    | Khaled Al Qubaisi        | Abu Dhabi-Proton Racing | 5   | 6   | 2   | 4   | 1   | 5   | 5   | 4   | 1   | 151          |
| 2    | David Heinemeier Hansson | Abu Dhabi-Proton Racing | 5   | 6   | 2   | 4   | 1   | 5   | 5   | 4   | 1   | 151          |
| 3    | Mathias Lauda            | Aston Martin Racing     | 2   | 1   | Ret | 1   | Ret | 1   | 1   | 1   | Ret | 149          |
| 3    | Pedro Lamy               | Aston Martin Racing     | 2   | 1   | Ret | 1   | Ret | 1   | 1   | 1   | Ret | 149          |
| 3    | Paul Dalla Lana          | Aston Martin Racing     | 2   | 1   | Ret | 1   | Ret | 1   | 1   | 1   | Ret | 149          |
| 4    | Patrick Long             | Abu Dhabi-Proton Racing |     | 6   | 2   | 4   | 1   |     | 5   | 4   | 1   | 130          |
| 5    | Christian Ried           | KCMG                    | 4   | 4   | 6   | EX  | 3   | 2   | 3   | 3   | 2   | 121          |
| 5    | Wolf Henzler             | KCMG                    | 4   | 4   | 6   | EX  | 3   | 2   | 3   | 3   | 2   | 121          |
| 5    | Joël Camathias           | KCMG                    | 4   | 4   | 6   | EX  | 3   | 2   | 3   | 3   | 2   | 121          |
| 6    | Pierre Ragues            | Larbre Compétition      | 3   | 3   | 5   | 3   | Ret | 3   | 6   | 5   | 5   | 108          |
| 7    | Michael Wainwright       | Gulf Racing UK          | Ret | 5   | 3   | 5   | 4   | 4   | 4   | 6   | 4   | 106          |
| 7    | Adam Carroll             | Gulf Racing UK          | Ret | 5   | 3   | 5   | 4   | 4   | 4   | 6   | 4   | 106          |
| 7    | Ben Barker               | Gulf Racing UK          | Ret | 5   | 3   | 5   | 4   | 4   | 4   | 6   | 4   | 106          |
| 8    | Yutaka Yamagishi         | Larbre Compétition      | 3   | 3   | 5   | 3   | Ret |     | 6   |     |     | 73           |

### Championnat des Constructeurs
2 championnats constructeurs distincts sont présents dans ce championnat. L'un est destiné aux Sport-prototypes alors que l'autre est réservé aux voitures Grand tourisme. Le Championnat du Monde des Constructeurs est destiné seulement aux constructeurs engagés en LMP1, et les points proviennent seulement du meilleur score enregistré par le constructeur lors de chaque manche. Concernant le barème des points, chaque constructeur cumule les points obtenus par ses 2 meilleures voitures et cela lors de chaque manche.

#### Championnat du monde d'endurance FIA— Constructeurs
Porsche est sacré à la suite des 6 Heures de Shanghai.
| Pos. | Constructeur | SIL | SPA | LMS | NÜR | MEX | CDA | FUJ | SHA | BHR | Total points |
| ---- | ------------ | --- | --- | --- | --- | --- | --- | --- | --- | --- | ------------ |
| 1    | Porsche      | 1   | 2   | 1   | 1   | 1   | 1   | 3   | 1   | 3   | 324          |
| 1    | Porsche      | Ret | 4   | 5   | 4   | 4   | 4   | 5   | 4   | 6   | 324          |
| 2    | Audi         | Ret | 1   | 3   | 2   | 2   | 2   | 2   | 5   | 1   | 266          |
| 2    | Audi         | EX  | 3   | 4   | 3   | 5   | 6   | Ret | 6   | 2   | 266          |
| 3    | Toyota       | 2   | 5   | 2   | 5   | 3   | 3   | 1   | 2   | 4   | 229          |
| 3    | Toyota       | 3   | Ret | NC  | 6   | Ret | 5   | 4   | 3   | 5   | 229          |

#### Coupe du Monde d'Endurance FIA pour les Constructeurs GT
Ferrari remporte le titre à l'issue des 6 Heures de Bahreïn.
| Pos. | Constructeur | SIL | SPA | LMS | NÜR | MEX | CDA | FUJ | SHA | BHR | Total points |
| ---- | ------------ | --- | --- | --- | --- | --- | --- | --- | --- | --- | ------------ |
| 1    | Ferrari      | 1   | 1   | 4   | 1   | 2   | 2   | 3   | 3   | 2   | 294          |
| 1    | Ferrari      | 2   | 6   | Ret | 2   | 4   | 3   | 4   | 5   | 3   | 294          |
| 2    | Aston Martin | 3   | 3   | 2   | 3   | 1   | 1   | 5   | 4   | 1   | 287          |
| 2    | Aston Martin | 7   | 5   | 3   | 5   | 3   | 5   | 6   | 7   | 5   | 287          |
| 3    | Ford         | 4   | 2   | 1   | 4   | 5   | 4   | 1   | 1   | 4   | 241.5        |
| 3    | Ford         | 5   | Ret | 8   | 11  | 11  | 12  | 2   | 2   | 6   | 241.5        |
| 4    | Porsche      | 8   | 4   | 5   | 6   | 6   | 6   | 7   | 6   | 7   | 123          |
| 4    | Porsche      | 9   | 7   | 6   | 9   | 7   | 8   | 10  | 9   | 8   | 123          |

### Championnat des Équipes
Toutes les équipes des 4 catégories de ce championnat sont représentées pour le Trophée Endurance FIA, sachant que chaque voiture marque ses propres points.

#### Trophée Endurance FIA pour les Équipes privés LMP1
| Pos. | Voiture | Équipe               | SIL | SPA | LMS | NÜR | MEX | CDA | FUJ | SHA | BHR | Total points |
| ---- | ------- | -------------------- | --- | --- | --- | --- | --- | --- | --- | --- | --- | ------------ |
| 1    | 13      | Rebellion Racing     | 1   | 1   | Ret | 1   | 1   | 1   | 1   | 2   | 1   | 193          |
| 2    | 4       | ByKolles Racing Team | 3   | 3   | Ret | Ret | 2   | 2   | Ret | 1   | 2   | 109          |
| 3    | 12      | Rebellion Racing     | 2   | 2   | 1   | 2   |     |     |     |     |     | 104          |

#### Trophée Endurance FIA pour les Équipes de LMP2
| Pos. | Voiture | Équipe                    | SIL | SPA | LMS | NÜR | MEX | CDA | FUJ | SHA | BHR | Total points |
| ---- | ------- | ------------------------- | --- | --- | --- | --- | --- | --- | --- | --- | --- | ------------ |
| 1    | 36      | Signatech Alpine          | 4   | 1   | 1   | 1   | 2   | 1   | 3   | 4   | 3   | 199          |
| 2    | 43      | RGR Sport by Morand       | 1   | 3   | 6   | 2   | 1   | 2   | 2   | 3   | 2   | 169          |
| 3    | 26      | G-Drive Racing            | 3   | 4   | 2   | Ret | 7   | 3   | 1   | 1   | 1   | 164          |
| 4    | 31      | Extreme Speed Motorsports | 2   | 2   | 8   | 3   | 3   | 5   | 5   | 5   | 4   | 116          |
| 5    | 30      | Extreme Speed Motorsports | 8   | 5   | 7   | 9   | 8   | 7   | 4   | 2   | 5   | 78           |
| 6    | 37      | SMP Racing                | 7   | 7   | 3   | 6   | Ret | 6   | 10  | 7   | 7   | 72           |
| 7    | 42      | Strakka Racing            | 5   | Ret | 4   | 4   | 4   | Ret | 6   |     |     | 66           |
| 8    | 27      | SMP Racing                | 9   | Ret | 5   | 8   | 6   | 4   | 8   | 6   | 8   | 62           |
| 9    | 35      | Baxi DC Racing Alpine     | 6   | Ret | Ret | 7   | 5   | 8   | 9   | 8   | 6   | 42           |
| 10   | 44      | Manor                     | Ret | 6   | Ret | 5   | Ret | Ret | 7   | 9   | 9   | 29           |

#### Trophée Endurance FIA pour les Équipes de LMGTE Pro
| Pos. | Voiture | Équipe                    | SIL | SPA | LMS | NÜR | MEX | CDA | FUJ | SHA | BHR | Total points |
| ---- | ------- | ------------------------- | --- | --- | --- | --- | --- | --- | --- | --- | --- | ------------ |
| 1    | 95      | Aston Martin Racing       | 3   | Ret | 2   | 3   | 3   | 1   | 5   | 4   | 1   | 156          |
| 2    | 67      | Ford Chip Ganassi Team UK | 4   | 2   | 5   | 7   | 5   | 4   | 1   | 1   | 4   | 141          |
| 3    | 71      | AF Corse                  | 1   | 1   | Ret | 2   | 4   | 3   | 4   | 5   | 3   | 134          |
| 4    | 66      | Ford Chip Ganassi Team UK | 5   | Ret | 1   | 4   | 7   | 7   | 2   | 2   | 6   | 129          |
| 5    | 51      | AF Corse                  | 2   | Ret | Ret | 1   | 2   | 2   | 3   | 3   | 2   | 128          |
| 6    | 97      | Aston Martin Racing       | Ret | 3   | 3   | 5   | 1   | 5   | 6   | Ret | 5   | 109          |
| 7    | 77      | Dempsey-Proton Racing     | 6   | 4   | 4   | 6   | 6   | 6   | 7   | 6   | 7   | 88           |

#### Trophée Endurance FIA pour les Équipes de LMGTE Am
| Pos. | Voiture | Équipe                  | SIL | SPA | LMS | NÜR | MEX | CDA | FUJ | SHA | BHR | Total points |
| ---- | ------- | ----------------------- | --- | --- | --- | --- | --- | --- | --- | --- | --- | ------------ |
| 1    | 83      | AF Corse                | 1   | 2   | 1   | 2   | 2   | 6   | 2   | 2   | 3   | 188          |
| 2    | 88      | Abu Dhabi-Proton Racing | 5   | 6   | 2   | 4   | 1   | 5   | 5   | 4   | 1   | 151          |
| 3    | 98      | Aston Martin Racing     | 2   | 1   | Ret | 1   | Ret | 1   | 1   | 1   | Ret | 149          |
| 4    | 78      | KCMG                    | 4   | 4   | 5   | EX  | 3   | 2   | 3   | 3   | 2   | 135          |
| 5    | 50      | Larbre Compétition      | 3   | 3   | 4   | 3   | Ret | 3   | 6   | 5   | 5   | 112          |
| 6    | 86      | Gulf Racing UK          | Ret | 5   | 3   | 5   | 4   | 4   | 4   | 6   | 4   | 106          |